# Lepidopora sarmentosa
Lepidopora sarmentosa är en nässeldjursart som först beskrevs av Hilbrand Boschma 1968.  Lepidopora sarmentosa ingår i släktet Lepidopora och familjen Stylasteridae. Inga underarter finns listade i Catalogue of Life.